# Дейзи Мари
Дейзи Мари (на английски: Daisy Marie) е артистичен псевдоним на американската порнографска актриса Британия Очоа (Brittania Ochoa), родена на 6 февруари 1984 г. в град Глендейл, щата Калифорния, САЩ,
През 2005 г. се снима във видеоклипа на песента „Disco Inferno“ на Фифти Сент.
Участва в епизод от седмия сезон на американския сериал „Синове на анархията“.

## Награди и номинации
Носителка на награди
- 2009: F.A.M.E. награда за любима недооценена звезда.[5]

Номинации за награди
- 2004: Номинация за AVN награда за най-добра нова звезда.[6][7]
- 2004: Номинация за AVN награда за най-добра секс сцена с трима актьори.[6][7]
- 2006: Номинация за CAVR награда за звезда на годината.[8]
- 2007: Номинация за AVN награда за най-добра самостоятелна (соло) секс сцена.[6]
- 2007: Номинация за AVN награда за най-добра секс сцена с двама актьори.[6]
- 2007: Номинация за AVN награда за недооценена звезда на годината.[9]
- 2008: Номинация за AVN награда за най-добра секс сцена с тройка.[6]
- 2008: Номинация за AVN награда за най-добра секс сцена само с момичета (видео) – заедно с Джена Хейз за изпълнение сцена във видеото „Евилюшън 3“.[10][6]
- 2009: Номинация за AVN награда за най-добро закачливо изпълнение.[6]
- 2009: Номинация за F.A.M.E. награда за любима жена звезда.[11]
- 2011: Номинация за AVN награда за най-добра секс сцена с тройка.[6]
- 2013: Номинация за AVN награда за най-добро закачливо изпълнение.[12]
- 2013: Номинация за AVN награда за най-добра секс сцена с две момичета.[12]

Други
- 2008: Пентхаус любимка за месец юни.[13]